# Eitel Cantoni
Eitel Danilo Cantoni (Montevideo, 4 oktober 1906 – aldaar, 6 juni 1997) was een Formule 1-coureur uit Uruguay. Hij reed in 1952 driemaal de Grand Prix voor het team van Maserati.